# Boa Sr
Boa Sr. (circa 1925 – 26 de gener de 2010) fou una anciana gran andamanesa (Índia). Va ser l'última persona supervivent que recordava el Bo, una llengua de la família Gran Andamanesa.

## Biografia
Va néixer cap al 1925.
Boa Sr. va sobreviure a l'epidèmia portada pels anglesos a les illes d'Andaman i Nicobar, que va devastar la gran població andamanesa, i la invasió japonesa durant la Segona Guerra Mundial. La mare de Boa Sr., que va morir aproximadament quaranta anys abans que ella, va ser l'única parlant via de Bo durant molt temps. Altres membres de la comunitat lingüística gran andamanesa tenien dificultats per entendre les cançons i les narracions que ella coneixia en Bo. També parlava el dialecte andamanès de l'hindi, així com el gran andamanès, una barreja de les deu llengües indígenes d'Andaman.
Boa Sr. treballà amb Anvita Abbi, un professor de lingüística a la Universitat Jawaharlal Nehru a Delhi, des de 2005. Abbi estudià i gravà la llengua i cançons de Boa.
Boa Sr. va sobreviure al tsunami de l'oceà Índic del 2004 enfilant-set a un arbre. Més tard va explicar la seva fugida del tsunami dient: "Tots estàvem allà quan arribà el terratrèmol. L'ancià ens va dir que la Terra se separaria, no fugiu ni us mogueu."
El seu marit, Nao Jer, va morir alguns anys abans que ella i la parella no tenia fills. Ella patia d'alguna pèrdua de visió durant la seva vida posterior, però es considera que tenia un bon estat de salut fins poc abans de morir el 2010.
Boa Sr. va morir a l'hospital de Port Blair el 26 de gener de 2010. Boa Sr., que tenia aproximadament 85 anys, era el membre viu més antic dels Grans tribus Andaman en aquell moment. A la seva mort Boa Sr. només en hi havia 52 gran andamamesos supervivents al món, cap dels quals parlava res de Bo. Llur població s'ha reduït en gran manera de l'estimació de 5.000 gran andamanesos que vivien a les illes d'Andaman en el moment de l'arribada dels britànics en 1858.
Stephen Corry, director de l'ONG amb base al Regne Unit Survival International, va emetre un comunicat dient: "Amb la mort de Boa Sr i l'extinció de la llengua Bo, una part única de la societat humana és ara només un record. La pèrdua de Boa és un recordatori ombrívol que no hem de permetre que això passi a les altres tribus de les Illes Andaman." El lingüista Narayan Choudhary també va explicar el que la pèrdua de Boa Sr significa tant en termes acadèmics com personals: "La seva pèrdua no és només la pèrdua de la gran comunitat andamanesa, és una pèrdua de diverses disciplines d'estudis en el seu conjunt, incloent antropologia, lingüística, història, psicologia i biologia. Per a mi, Boa Sr personifica una totalitat de la humanitat en tots els seus matisos i amb una riquesa que no es troba en cap altre lloc".